# Darwin Airline
Darwin Airline, che dal luglio al dicembre 2017 ha operato con il marchio commerciale Adria Airways Switzerland, era una compagnia aerea regionale con sede ad Agno, l'aeroporto di Lugano, base principale mentre quella secondaria fu l'Aeroporto di Ginevra-Cointrin.

## Storia

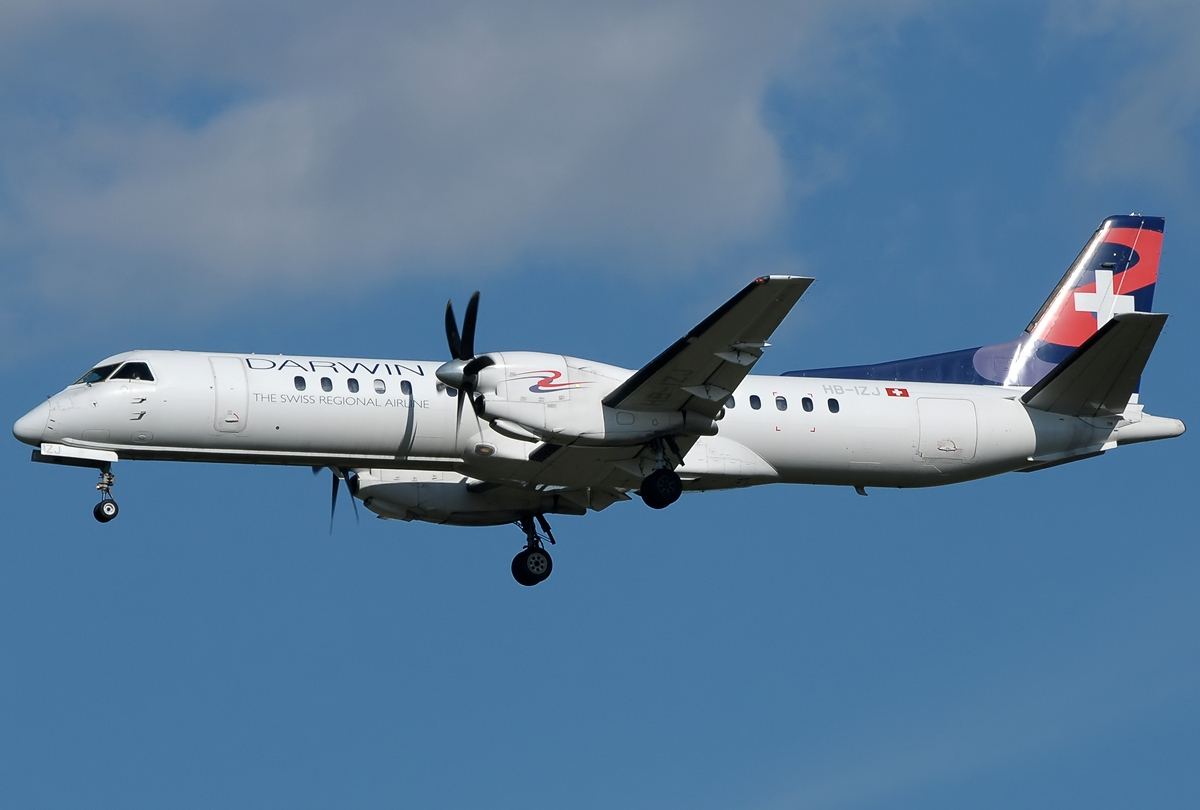
SAAB 2000 nei colori originali (ex Crossair)

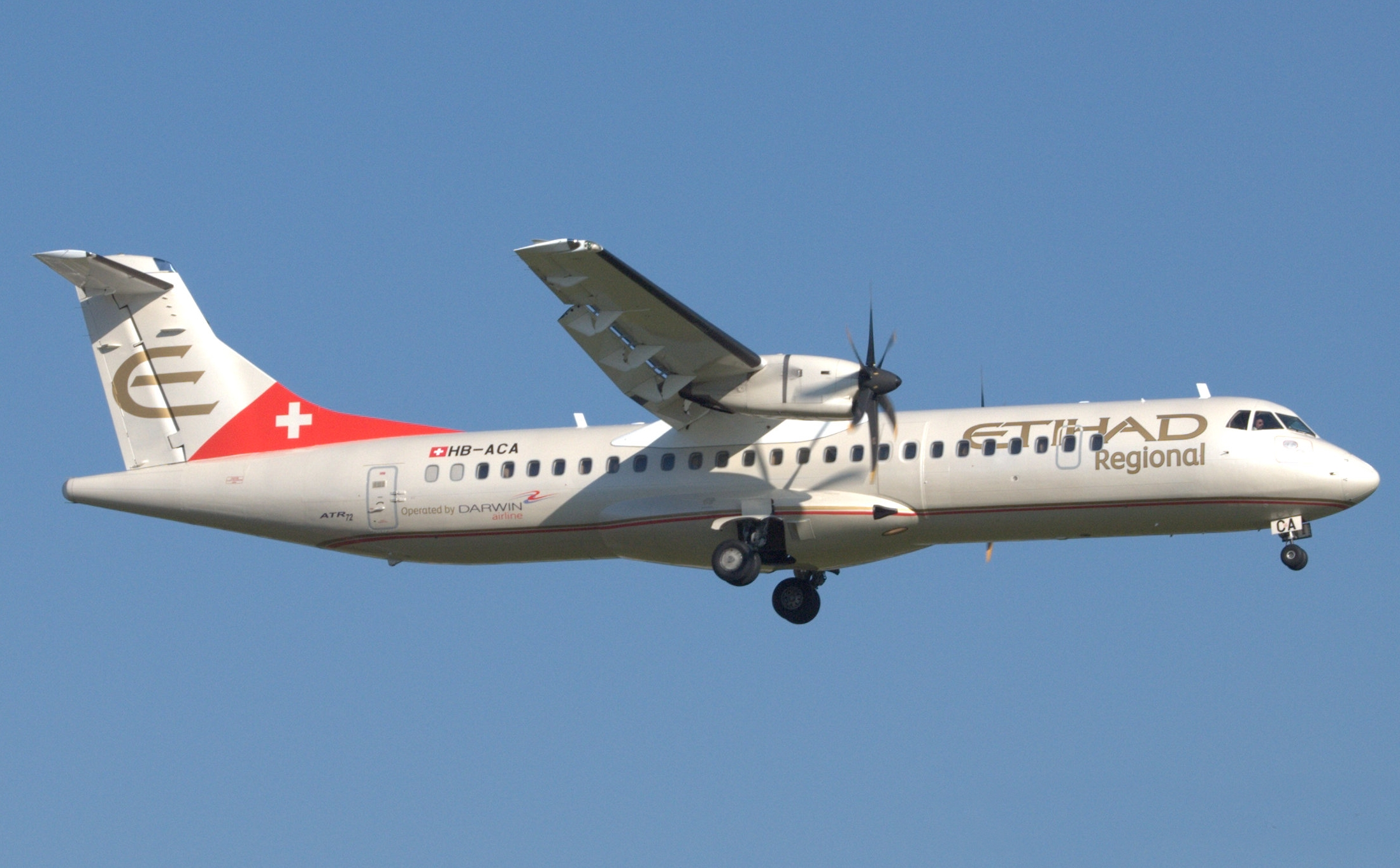
ATR 72-212A con le insegne Etihad Regional

### Gli inizi e la stabilizzazione
La società fu creata il 12 agosto 2003 per opera del finanziere svizzero e pilota Mosè Franco e dei piloti Miguel Montoro e Eugenio Cantagalli. Contribuirono praticamente piloti e personale di volo proveniente dalla da poco profondamente ristrutturata Crossair. Il nome Darwin fu scelto dal fondatore perché la compagnia si proponeva di essere un'evoluzione delle compagnie aeree low cost, la prima "Economy Business Airline". Effettuò il primo volo il 28 luglio 2004 dall'aeroporto di Lugano, ovvero il giorno successivo dell'arrivo del primo aereo: un Saab 2000. L'aeromobile fu battezzato "Insubria". Swiss aveva cancellato la maggior parte dei voli su Lugano riformando la rete a seguito del fallimento di Swissair, di cui Crossair aveva fatto parte, e mantenne verso la cittadina ticinese soltanto il collegamento con Zurigo.
Nell'ottobre 2009, Darwin Airline incorporò la linea di manutenzione presente nell'aeroporto di Lugano, gestendo così in proprio anche parte dell'assistenza tecnica. Il 25 novembre 2010 la società annunciò di aver raggiunto un accordo con la compagnia regionale svizzera Baboo al fine di rilevarne le rotte e una parte delle altre attività. A seguito di tale accordo, due Bombardier DHC-8-Q400 si aggiunsero alla flotta. Il 27 marzo 2011 Darwin Airline completò l'acquisizione della conterranea e iniziò a volare con il codice vettore IATA di Baboo (F7) al posto del suo originario 0D.
Verso la fine del 2012 la società iniziò a risentire della generale crisi. Ridusse l'orario di lavoro del personale e sostò alcuni uffici in Albania grazie a un accordo con Belle Air. L'anno successivo l'aerolinea annunciava di aver accresciuto il numero di passeggeri a seguito dell'aumento delle rotte, ma il coefficiente di riempimento dei posti (load factor) rimaneva al 47%. Peraltro Darwin Airline intensificava la presenza in Italia andando a sostituire alcuni vettori su rotte nazionali come l'Ancona-Roma, dal 30 giugno 2013 il Bolzano-Roma.

### Il partner emiratino
Nell'ottobre 2013 la forte compagnia aerea di Abu Dhabi, Etihad Airways, acquistava il 33,3% di Darwin Airline. Perciò, dal gennaio 2014, iniziò a volare con il marchio Etihad Regional, ma con i tradizionali codici IATA. A partire dal marzo 2014 la società bloccherà le operazioni sulle rotte Ancona-Roma Fiumicino e Trapani-Roma Fiumicino a causa del diritto di cabotaggio che non permetteva a compagnie svizzere di operare voli interni nell'Unione europea. Nel frattempo la flotta si era arricchita con ATR 72.

### Assieme alla Slovenia
All'inizio del 2017 la maggioranza del pacchetto azionario di Darwin fu acquistato da Etihad Airways, ma si trattò di un momento di passaggio perché, già nel mese di luglio la proprietà veniva rilevata dalla holding che controllava già Adria Airways la maggiore compagnia aerea slovena. La società rimaneva comunque un'entità separata con la sola differenza di operare con i titoli cubitali Adria Airways Switzerland.
Il 12 dicembre 2017, dopo 15 giorni di sosta completa, la società annunciava fallimento: non era stata in grado di fornire all’Ufficio Federale dell’Aviazione Civile (UFAC) le adeguate garanzie finanziarie per riottenere la licenza.

## Flotta
Nel settembre 2017, la flotta della Darwin Airline includeva i seguenti velivoli:
| Aereo      | Totale | Passeggeri | Note                                                |
| ---------- | ------ | ---------- | --------------------------------------------------- |
| Saab 2000  | 6      | 50         |                                                     |
| ATR 72-500 | 4      | 68         | HB-ACA HB-ACB HB-ACC HB-ACD operavano per Alitalia. |
| Totale     | 10     |            |                                                     |